# Škerjančeva nagrada
Škerjančeva nagrada je priznanje Srednje glasbene in baletne šola Ljubljana najboljšim dijakom za študijske dosežke. V spomin na slovenskega skladatelja, dirigenta in pedagoga Lucijana Marijo Škerjanca se tovrstne nagrade podeljujejo od leta 1995. Običajno se ob slovesnosti izvaja tudi skladba tega skladatelja. 
V sklopu vsakoletnih Škerjančevih nagrad so podeljena tudi Škerjančeva priznanja in Škerjančeve diplome za dosežke slovenskih glasbenih pedagogov.